# Fred Eerdekens

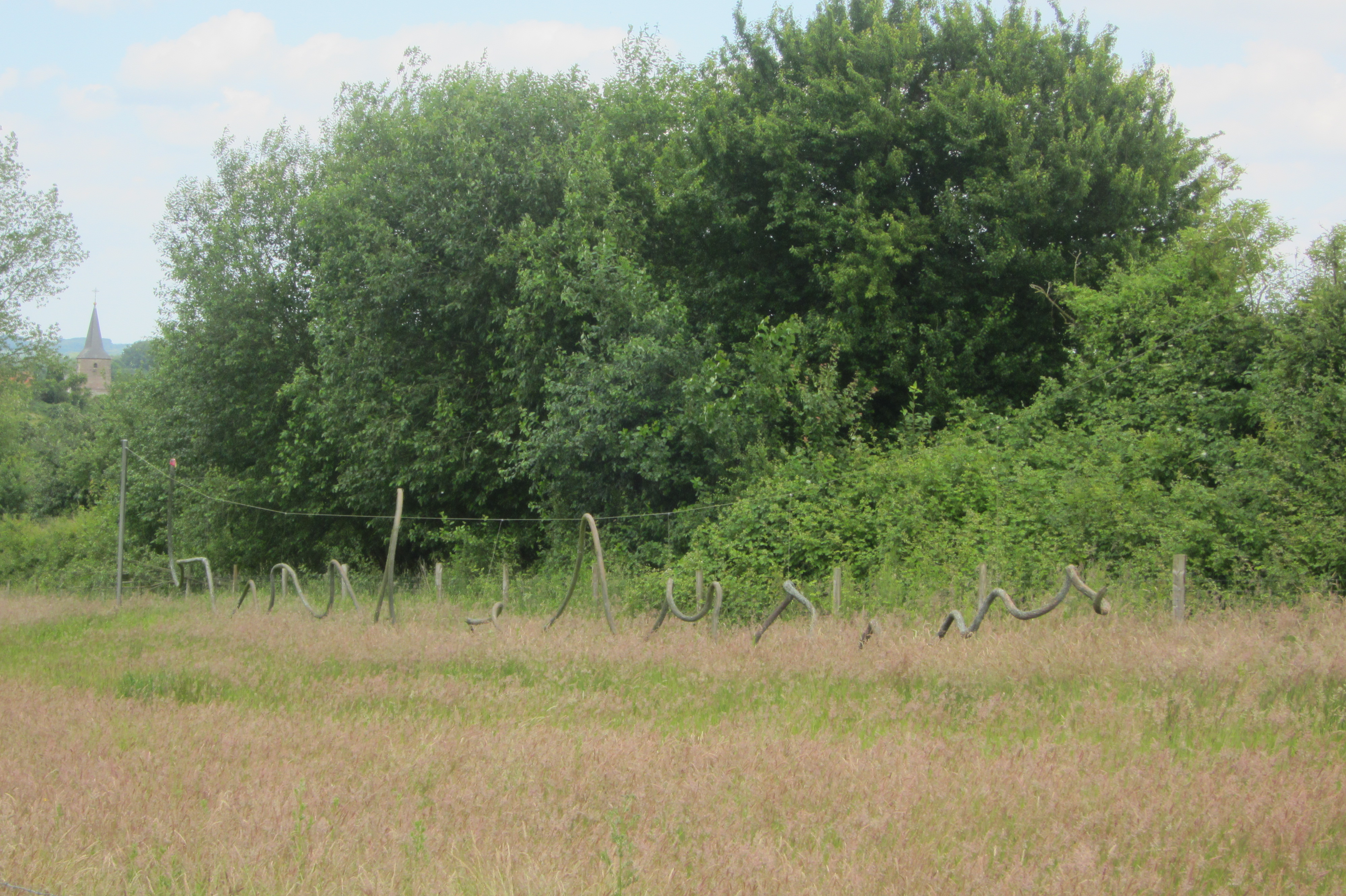
Twijfelgrens te Borgloon (2011)

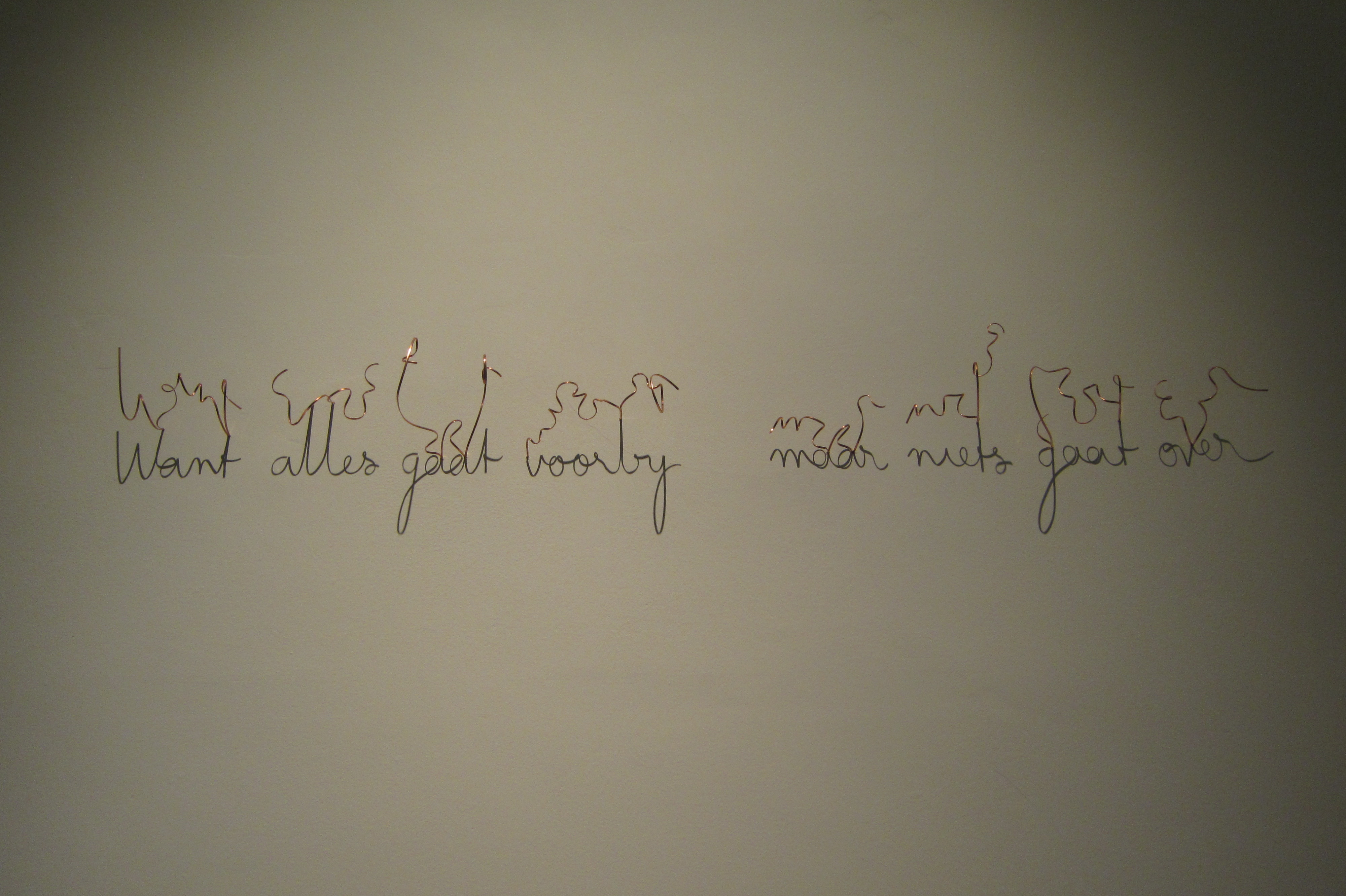
Want alles gaat voorbij maar niets gaat over (2014), in het Stadsmuseum Hasselt

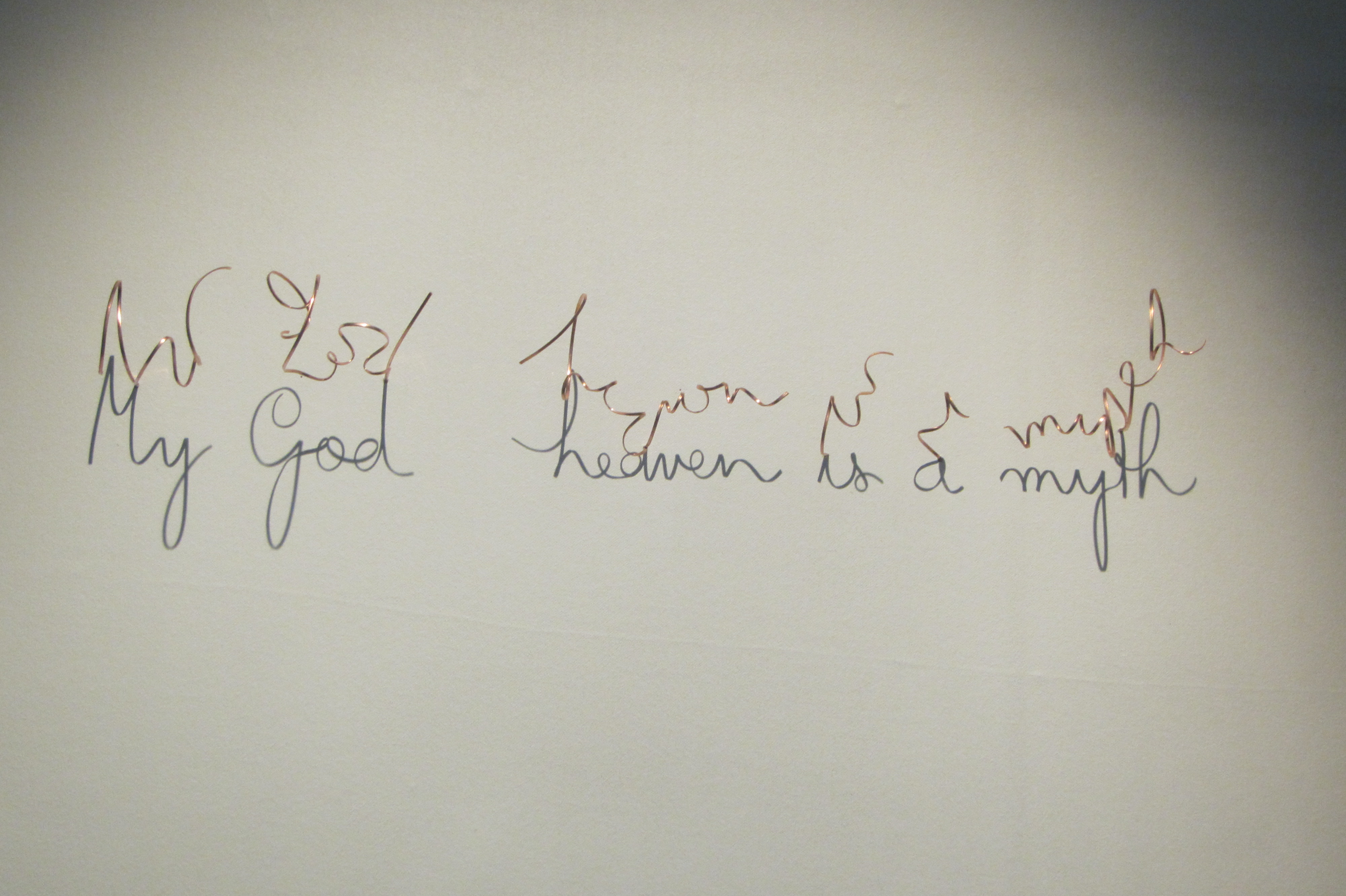
Fred Eerdekens, installatie My God heaven is a myth, Celibataire Divas, refugehuis Herkenrode Hasselt, België

Fred Eerdekens (Heusden-Zolder, 1951) is een Belgisch beeldend kunstenaar.

## Toelichting
Het beeldend werk van Eerdekens bestaat materieel uit gekrulde koperen linten, metalen of houten staafjes die, als ze worden belicht, schaduwen werpen die woorden of zinnen vormen. Aan zijn creaties voegt de kunstenaar een nieuwe laag toe aan de al gelaagde structuur van woorden. Dat geschreven woord ontstaat pas als de objecten worden belicht. Alzo ontstaat de volgende keten met vier schakels: object - geschreven woord - gesproken woord - betekenis.
Sommige werken, zoals Twijfelgrens (2011) dat opgesteld staat in het vrije veld te Borgloon en gericht is naar de Belgische taalgrens, zijn pas leesbaar als ze bekeken worden vanuit een bepaalde hoek.
Voor het Stadsmuseum in Hasselt ontwierp hij het werk Want alles gaat voorbij maar niets gaat over (2014). Het is een zin uit een gedicht van Luuk Gruwez.
In 2017 ontwierp hij in het Refugehuis van de abdij van Herkenrode te Hasselt een installatie My God heaven is a myth voor de tentoonstelling Celibataire Divas.